# Катлановско блато
Катлановското блато или Катлановското езеро (на македонска литературна норма: Катлановско Блато, Катлановско Езеро) е мочурище в Скопската котловина, Република Македония и ботанически, ихтиоложки и орнитоложки резерват. Блатото е обявено за защитено в 1965 г. на площ от 70 ha.

## История
Блатото е разположено южно от Катланово, източно от Блаце и северно от Бадар. Споменато във Виргинската грамота, издадена от цар Константин Асен на манастира „Свети Георги Бързи“ на Виргино бърдо при Скопие. Грамотата е издадена през втората половина на XIII век и включва съдържанието на по-стари български грамоти: „Село Тавор градище и с полето, с нивите, с ливадите, с блатното езеро, със забелите, с ловищата за дивеч и риба и с всичките им правдини.“ Явно използването на блатото е било регулирано и е ставало само с позволение на църковните власти. В миналото блатото е давало големи количества риба и осигурявало зимния поминък на околните селища. Преди мелиорацията е било спирка на прелетните птици.